# اندیس آنومالی جنوب تکاب
آنومالی جنوب تکاب یک اندیس فلزی است که در حوالی شهر تکاب استان آذربایجان غربی قرار دارد و مادهٔ معدنی موجود در آن، طلا است.  